# Estação Santa Clara (Metrô de São Paulo)
A Estação Santa Clara é uma estação em construção do Metrô de São Paulo. Quando concluída, pertencerá à Linha 2–Verde.

## História
O primeiro projeto para uma estação de metrô no distrito de Água Rasa surgiu na década de 2000, dentro do projeto “Rede Distributiva” da Companhia do Metropolitano de São Paulo. A estação proposta Água Rasa ficaria localizada nos arredores do Shopping Anália Franco e faria parte do projeto da linha Tatuapé-Berrini. O projeto “Rede Distributiva” foi abandonado em 2006 em nome de um projeto novo chamado “Rede Essencial”, que manteve a estação proposta Água Rasa conforme proposto anteriormente, mas dentro de uma expansão da Linha 2–Verde entre Vila Prudente e Tatuapé.
No final da década de 2000, a expansão da Linha 2 teve alterado o seu projeto, com a integração com a Linha 3–Vermelha passando da estação Tatuapé para a estação Penha. Com isso, a estação Água Rasa original foi modificada e rebatizada Anália Franco enquanto que Água Rasa passou a denominar uma nova estação proposta.
A Companhia do Metropolitano contratou os Estudo de Impacto Ambiental e o Relatório de Impactos ao Meio Ambiente, apresentando seus resultados em 2012, com o detalhamento da localização da estação. Posteriormente foram decretadas (através do Decreto nº 59.387 de 26 de julho de 2013) as desapropriações de três áreas para a construção da estação, em um total de 16637,34 metros quadrados. As obras da estação foram divididas em oito lotes e licitadas e contratadas junto à empresa Mendes Junior em setembro de 2014, com a estação Água Rasa incluída no lote 3 (ao lado da estação Orfanato e seus respectivos poços de ventilação).
O decreto de ordem de serviço para início das obras foi suspenso por conta da crise político-econômica no Brasil de 2014 a 2018, que obrigou o estado a realizar um regime de contenção de despesas. Apenas as obras de demolição de imóveis desapropriados e limpeza dos canteiros foram autorizadas. Entre 2017 e 2018 quase todos os imóveis foram demolidos. Ao mesmo tempo, a Mendes Junior contratou a empresa Infra7 Engenahria para elaborar o projeto da futura estação e do seu terminal de ônibus anexo.

## Toponímia
Água Rasa, nome originalmente planejado para a estação, e do distrito onde a mesma estará localizada, é o nome popular dado ao Córrego do Tatuapé, cuja nascente fica próxima da futura estação. Por ser de baixa profundidade, a população o denominou Água Rasa no século XIX. Na margem leste desse córrego foi fundado o loteamento que deu origem ao bairro e ao distrito homônimos, surgidos na década de 1930. Assim, por conta da proximidade da estação junto a nascente do córrego, da localização dentro do distrito de Água Rasa, a estação projetada foi batizada "Água Rasa".
Apesar disso, alguns moradores da região solicitaram em 2014 (por meio de um abaixo assinado com 20 nomes) a mudança do nome da estação para "Santa Clara", nome de um bairro próximo à estação em obras. A proposta chegou a se tornar a indicação 2115 / 2014, de autoria do deputado estadual Orlando Morando (PSDB). No entanto, acabou arquivada por falta de argumentos para efetuar a mudança.
A denominação Santa Clara para o local é conhecida desde os anos 40 pelo menos [carece de fontes?], de acordo com o mapa da Planta da Cidade de São Paulo da São Paulo Tramway Light and Power. Também houve uma linha de ônibus 319F/10 - Santa Clara - Estação da Luz, que operou por volta de 30 anos com o ponto final a alguns metros da nova estação de metrô. Encontra-se na região da paróquia de Santa Clara, do setor Belém da Arquidiocese de São Paulo, erigida em 18 de junho de 1968.
A cidade de São Paulo possui apenas subprefeituras e distritos como divisões administrativas oficiais, com suas divisas regulamentadas por força de lei. Assim sendo, os bairros são denominações não oficiais sem divisas definidas, criadas por empresas imobiliárias para fins publicitários e usadas pelos Correios para fins de endereçamento postal. Segundo o cadastro dos Correios, a estação estará situada entre os bairros Vila Diva e Vila Celeste ao invés de Vila Santa Clara (conforme propuseram os 20 moradores e o deputado Morando).
Em outubro de 2020, o nome da estação foi mudado (sem explicação) pela Companhia do Metropolitano para Estação Santa Clara.